# Бабино (Смоленская область)
Ба́бино— деревня в Смоленской области России, в Духовщинском районе. Расположена в северной части области в 2,5 км к югу от Духовщины, у автодороги Р136 Смоленск — Нелидово.
Население — 316 жителей (2007 год). Административный центр Бабинского сельского поселения.